# シュヴァルツェンバッハ・アン・デア・ザーレ
シュヴァルツェンバッハ・アン・デア・ザーレ (ドイツ語: Schwarzenbach an der Saale、公式にはSchwarzenbach a. d. Saale, ドイツ語発音: [ˈʃvart‿sn̩bax])は、ドイツ連邦共和国バイエルン州オーバーフランケン行政管区ホーフ郡の市。

## 地理

### 自治体の構成
本市は、公式には27の地区 (Ort) からなる。このうち孤立農場などを除く集落を以下に列記する。
| - バウマースロイト - フレッチェンロイト - フェルバウ - フェルミッツ - ゴットフリーツロイト - ハラーシュタイン - ランゲンバッハ | - マルティンラミッツ - ノンネンヴァルト - シュヴァルツェンバッハ・アン・デア・ザーレ - シュヴィンゲン - ゾイルビッツ - シュトーバースロイト - フェルケンロイト |

## 歴史

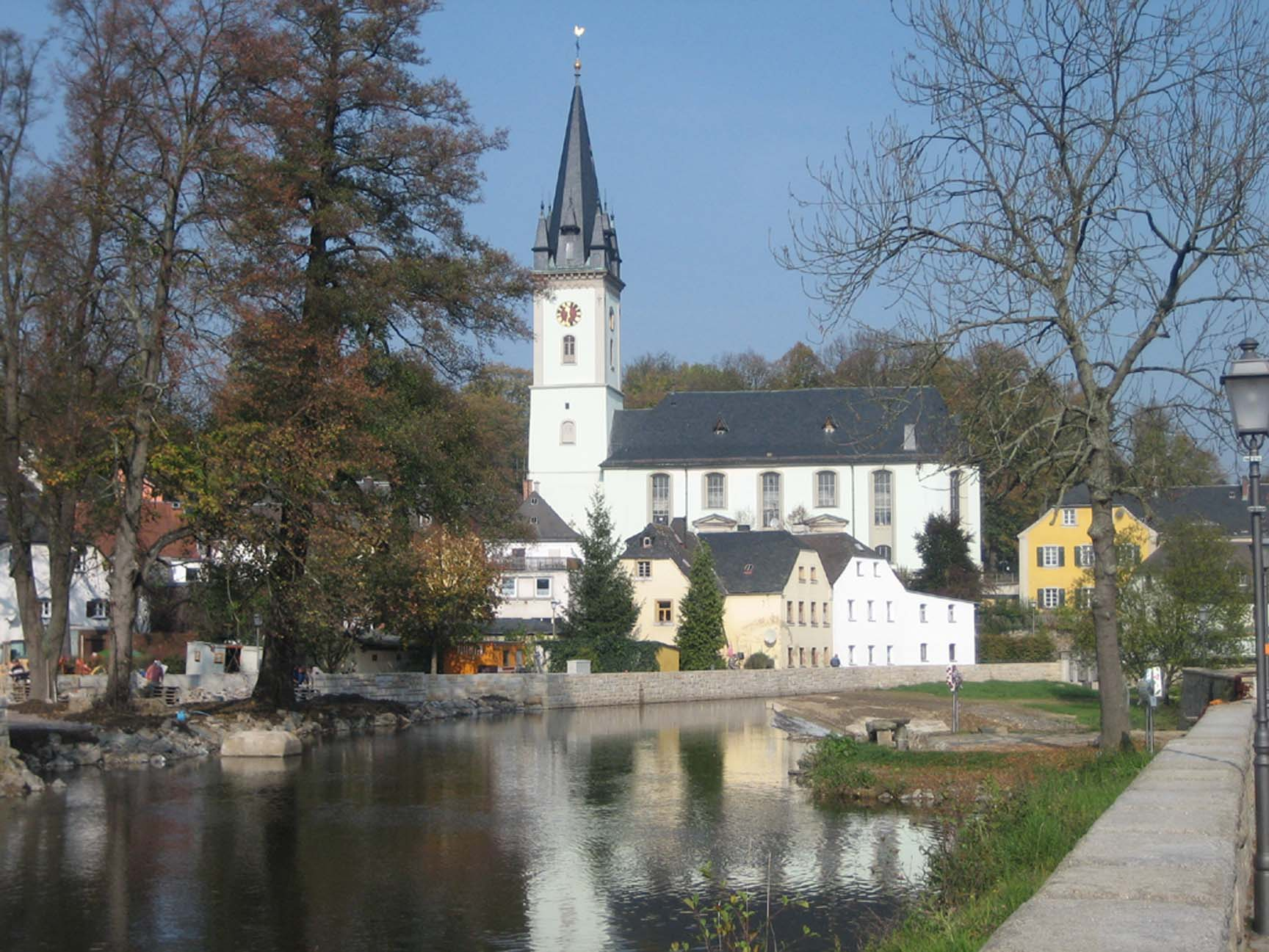
ザーレ川河畔の教会

ブランデンブルク＝バイロイト辺境伯クリスティアンは、1610年に市場の開催権を与えた。1792年から設けられたプロイセン王国バイロイト侯領のアムトは1807年のティルジットの和約によりフランスの管理下に置かれ、1810年にバイエルン王国領となった。シェーンブルク＝ヴァルデンブルク侯は、この時期、この地を所領とした。1844年からシュヴァルツェンバッハ・アン・デア・ザーレは都市となった。
1948年の聖金曜日に聖グムベルトゥス教会で、ゼルビッツ・キリスト兄弟会が創設された。

### 人口
この地域の人口は、1970年 9,768人、1987年 8,174人、2000年に8,260人であった。
地区は、ハラーシュタイン、マルティンラミッツ、フェルバウ、フェルミッツ、ゲッツマンスグリュン、シュトーバースロイト、フレッチェンロイト、ズイルビッツ、ノンネンヴァルト、バウマースロイト。

## 行政
2014年からハンス＝ペーター・バウマン (CSU) が市長を務めている。

## 産業
主な産業の業種は、陶磁器、繊維、鉄の鋳造、機械製造、靴などである。産業構造は、特に陶磁器産業では、1989年-1990年に政治環境が変わる中で大きく変化した。

## ゆかりのある人物
- ヨハン・パウル・フリードリヒ・リヒター （ジャン・パウル）作家。1776-79年および1790-94年にこの地に暮らした。
- テオドール・シューベル：1925年にこの町で生まれた作家。ゲルハルト・ハウプトマン賞受賞者。
- エリカ・フックス：ミッキーマウスのドイツ語訳で知られる翻訳家。約5年間この町に住んだ。

## 引用
1. ↑  https://www.statistikdaten.bayern.de/genesis/online?operation=result&code=12411-003r&leerzeilen=false&language=de Genesis-Online-Datenbank des Bayerischen Landesamtes für Statistik Tabelle 12411-003r Fortschreibung des Bevölkerungsstandes: Gemeinden, Stichtag (Einwohnerzahlen auf Grundlage des Zensus 2011)
2. ↑  Max Mangold, ed (2005). Duden, Aussprachewörterbuch (6 ed.). Dudenverl. p. 714. ISBN 978-3-411-04066-7
3. ↑  Bayerische Landesbibliothek Online